# Planet Caravan
Planet Caravan (рус. Караван планет) — третья песня британской рок-группы Black Sabbath из второго альбома Paranoid, выпущенного в 1970 году.
Для изменения высоты звука и достижения эффекта вибрато вокалистом Оззи Осборном был использован динамик Лесли.

## Кавер-версии
В 1994 году американская грув-метал-группа Pantera записала кавер-версию этой песни. Она была выпущена на их альбоме 1994 года Far Beyond Driven.

## Участники записи
- Оззи Осборн — вокал
- Тони Айомми — гитара
- Гизер Батлер — бас-гитара
- Билл Уорд — ударные